# Nordfrisisk (sprog)
Nordfrisisk er en samlet betegnelse for frisiske dialekter, der tales i Nordfrisland (Nordfriislon). Nordfrisisk er et minoritetssprog i Tyskland, som tales af godt 10.000 mennesker, imens 20.000 mennesker forstår det.

## Historie og status
Nordfrisisk opdeles i ønordfrisisk og fastlandsnordfrisisk. Ligesom nedertysk og dansk er nordfrisisk et anerkendt regionalsprog i Slesvig-Holsten. Antallet af nordfrisisk-talende i Nordfrisland anslås i begyndelsen af nyere tid at have være ca. 50.000, mens det er i dag ca. 10.000.
Nordfrisisk bliver i dag talt af friserne bosat på vestkysten fra den tysk-danske grænse i nord til Bredsted i syd og på øerne Sild, Før, Amrum, Helgoland og på halligerne. Kerneområder er i dag Bøking Herred, Vesterland-Før og Amrum. Sproget kom til regionen med indvandrere fra Vest- og Østfrisland, som bosatte sig i området, hvor deres teknologi med digebygning, dræning, kunstige høje (værfter) til bebyggelse og landvinding ved forøgelse af tidevandets materialeaflejring i slikgårde muliggjorde bosætning i hidtil tyndt befolkede områder. Formodentlig boede der tidligere også jyder. Selvom jyderne senere blev etnisk assimileret af friserne, efterlod de mange nordiske spor i nordfrisernes sted- og personnavne samt i ordforråd .
Nordfrisisk er anerkendt som mindretalssprog i Den europæiske pagt om regionale sprog eller mindretalssprog. Mange kommuner i Nordfrisland har tosprogede byskilte. Med Friserloven (Friisk Gesäts) fra 2004 er sproget også officielt anerkendt som andetsprog i Nordfrisland kreds og på Helgoland.

## Dialekter
Nordfrisisk er delt i flere dialekter. De frisiske dialekter på Ejdersted og på øerne Pelvorm og Nordstrand uddøde i løbet af det 17. og 18. århundrede. Dialekterne er indbyrdes ret forskellige. Den sproglige samhørighed er dog langt større end forskellene.
Forskel mellem ø- og fastlandsdialekter skyldes blandt andet de forskellige frisiske indvandringsbølger til Sydslesvigs vestkyst. Den første kom allerede omkring år 800 og gjaldt i første række gestøerne Sild, Før, Amrum og Helgoland samt de mere højtliggende dele af halvøen Ejdersted. Den anden bølge omkring år 1000 eller 1100 koloniserede marskegnene mellem Ejdermundingen og Vidåen samt de nuværende halliger og den forhenværende ø Strand, som efter stormfloden 1634 blev til restøerne Nordstrand og Pelvorm.
Nordfrisisk udgør inden for de vestgermanske sprog sammen med de øvrige frisiske sprogformer en "engelsk-frisisk" eller "nordsø-vestgermansk" gruppe. Det ses endnu i dag i ord som nøgle, som hedder på engelsk key, i Bøking Herred koie og på Før kai. Den dybtgående danske påvirkning ses i ord som "ild", som skrives iilj i Bøking Herred og ial på Før eller "dreng", som skrives dring både i Bøking Herred og på Før . I det sydlige Nordfrisland blev nordfrisisk afløst af nedertysk eller højtysk.
- Ønordfrisisk
  - Sölring (da.: sildring)
  - Fering (føring)
  - Öömrang (amring)
  - Halunder (Helgolandsk)
  - Ejderstedfrisisk (uddød i 1700-tallet)
- Fastlandsnordfrisisk
  - Vidingherredfrisisk
  - Bøkingherredfrisisk (Mooring)
  - Kærherredfrisisk
  - Nørregøsherredfrisisk
  - Mellemgøsherredfrisisk
  - Søndergøsherredfrisisk (uddød i 1980'erne)
  - Halligfrisisk
  - Strandfrisisk (uddød fra 2. halvdel af 1600-tallet)

## Skrivemåde
Den nordfrisiske ortografi afviger noget fra, hvad der ellers bruges i germanske sprog, idet den på grund af sin unge alder er stort set fonetisk.
En kort vokal betegnes ved et enkelt vokaltegn, og en lang betegnes ved dobbeltskrivning af vokaltegnet, for eksempel i skuul, "skole" (fering-dialekt). Dobbeltskrivning af konsonanter findes derimod kun for Helgoland-dialekten (hvor den faktisk er overflødig, da vokallængden også her markeret med enkelt/dobbeltskrivning). På Sild og Helgoland skrives navneord som på tysk med stort begyndelsesbogstav.
Vokalsystemet er, selv af et germansk sprog at være, meget rigt, og der findes bl.a. mange diftonger.
Der er store indbyrdes forskelle mellem de nordfrisiske dialekter, både hvad angår udtale og ordforråd. Forskellene mellem de 10.000 frisisktalendes sprog er således blevet sammenlignet med dialektforskellene i hele det nordiske sprogområde. Den fonetiske ortografi har således ført til, at nordfrisisk staves på en halv snes forskellige måder, hvilket er en alvorlig hæmsko for brugen af sproget i undervisning, litteratur, medier og i forhold til myndigheder.
Som navn for sproget og området ses i stigende grad formerne friisk og friislon, der dog ikke bygger på nogen enkeltdialekt eller et kompromis mellem disse. Den sidste er en ren konstruktion, da Frisland på alle dialekter har et navn med -k- mellem "fris-" og "-land", egentlig "fris(i)skland".
I dag er Bøkingherredfrisisk den mest udbredte ortografi; for hundrede år siden sås sildring-frisisk ofte på skrift, men er i dag stærkt truet på grund af turismeeksplosionen på Sild.

## Karakteristika
Særegne træk ved nordfrisisk i forhold til de omgivende germanske sprog er blandt andet følgende (eksempler fra Bøking Herred):
- Stemte obstruenter (lukkelyde og hæmmelyde) forekommer i udlyd, dvs. ordfinalt, som i engelsk, men i modsætning til tysk og nederlandsk (fastlandsvestgermansk).

- Substantiver har i modsætning til de omgivende nedertyske og danske sprogformer bevaret alle tre køn. Dialekterne på Før og Amrum har dog sammenfald af hun- og intetkøn.

- Nordfrisiske substantiver har to former for bestemthed og dermed to sæt bestemte artikler. Et substantiv kan være bestemt ud fra de talendes baggrundsviden eller kan blive bestemt i talesituationen. De situationsbetingede bestemthedsartikler (di, jü, dåt, pluralis da) er sproghistorisk mest arkaiske, og de baggrundsbetingede bestemthedsartikler (e, e, et, e) er udviklet herfra.

- En særlig gruppe inden for substantiver udgøres af personnavne og slægtskabstermer, der som sætningsobjekt får akkusativsuffikset -en Denne gruppe ord har altså sammen med personlige pronomener morfologisk subjekt/objekt-markering. Genitiv af personnavne og slægtskabstermer dannes ved yderligere at tilføje -s.

- Det nordfrisiske verbum har tre forskellige infinitiver: Som i oldengelsk og westerlauwersfrisisk bruges under forskellige omstændigheder en lang form, -en, bl.a. efter infinitivmærket tu; eller en kort form, -e (hvis verbets stamme ender på vokal dog -n(j)), bl.a. i forbindelse med hjælpeverber. Endelig bruges verbets stamme under nogle omstændigheder (med infinitivmærket än) som infinitiv.

- Som i westerlauwersfrisisk og nordgermansk dannes verbets participium uden præfiks (tysk, nederlandsk, oldengelsk ge-).

- Som i westerlauwersfrisisk er det refleksive pronomen fraværende.

- Det demonstrative pronomen for intetkøn (dåt) har forskellige former i nominativ og akkusativ (hvilket er usædvanligt for et indoeuropæisk sprog), idet det i sidstnævnte falder sammen med hankønsformen (ham).

- Præpositionen "i" er fraværende; her bruges i stedet önj, "på".

- Med hensyn til ordforrådet kan der ud over sprogets lighedspunkter med engelsk noteres megen dansk påvirkning. Som kuriosa kan nævnes, at fastlandsdialekterne har egne navne for årets måneder samt et ord for "døgn", eetlem. Bemærk også det unikke stedsadverbium forde "i stalden" (men "stald" = bousem).

- Som i westerlauwersfrisisk bruges verbet jeewe (svarende til "give") kun i betydningen "findes", mens düünj, "gøre", også dækker betydningen "give, forære".

## Sprogeksempler
Den følgende tabel viser dialekternes ligheder og forskelle .
| Dialekt                | Fader       | Moder  | Søster | Broder  |
| ---------------------- | ----------- | ------ | ------ | ------- |
| Sölring                | Faaðer      | Mooter | Sester | Bröðer  |
| Fering                 | aatj        | mam    | saster | bruler  |
| Öömrang                | aatj        | mam    | saster | bruder  |
| Halligfrisisk          | baabe       | mäm    | soster | bröör   |
| Halunder               | Foor        | Mem    | Söster | Bruur   |
| Vidingherredfrisisk    | tääte       | määm   | Söster | broor   |
| Kærherredfrisisk       | tääte       | mäm    | Söster | brauder |
| Bøkingherredfrisisk    | taatje      | mam    | Söster | brouder |
| Nørregøsherredfrisisk  | fååje       | mäm    | soster | brår    |
| Mellemgøsherredfrisisk | ate         | mäm    | söster | broor   |
| Søndergøsherredfrisisk | fåår,fååðer | mäm    | söster | brööðer |

Dialekternes forskelle ses også i oversættelserne af "Fader vor" 
Denne tabel viser numeralerne fra 1 til 12 på både bøkingherredfrisisk, fering (førfrisisk), halunder (helgolandsk), sölring (sildfrisisk) og westerlauwersfrisisk (frisisk variant i Nederlandene) med dansk oversættelse:
| Dansk  | Bøkingherredfrisisk | Fering  | Halunder   | Sölring | Westerlauwersfrisisk |
| ------ | ------------------- | ------- | ---------- | ------- | -------------------- |
| en, et | iinj, ån            | ian     | iaan       | jen     | ien                  |
| to     | tou, twäär          | tau     | ?          | tau     | twa                  |
| tre    | trii, tra           | trii    | tree       | trii    | trije                |
| fire   | fjouer              | fjauer  | schtjuur   | fjuur   | fjouwer              |
| fem    | fiiw                | fiiw    | fiuw       | fif     | fiif                 |
| seks   | seeks               | seeks   | sös        | soks    | seis                 |
| syv    | soowen              | sööwen  | seeben     | soowen  | sân                  |
| otte   | oocht               | aacht   | ach        | aacht   | acht                 |
| ni     | nüügen              | njüügen | neägen     | niigen  | njoggen              |
| ti     | tiin                | tjiin   | tain       | tiin    | tsien                |
| elleve | alwen               | elwen   | elm, elben | elev    | alve                 |
| tolv   | tweelew/tweelwen    | twaalew | twallow    | twelev  | tolve                |